# Port lotniczy Korla
Port lotniczy Korla (IATA: KRL, ICAO: ZWKL) – port lotniczy położony w Korla, w regionie autonomicznym Xinjiang, w Chińskiej Republice Ludowej.

## Linie lotnicze i połączenia
| Linia Lotnicza          | Kierunek |
| ----------------------- | --- |
| Chang’an Airlines       | 1. Kaszgar 2. Xi’an |
| Air China               | 1. Pekin 2. Pekin-Daxing 3. Chengdu-Tianfu 4. Hangzhou 5. Lanzhou 6. Wuhan |
| Chengdu Airlines        | 1. Karamay 2. Ruoqiang |
| China Eastern Airlines  | 1. Hohhot 2. Xi’an |
| China Express Airlines  | 1. Aksu 2. Altay 3. Aral 4. Bole 5. Chongqing 6. Dunhuang 7. Hami 8. Jiayuguan 9. Karamay 10. Kaszgar 11. Kuqa 12. Qiemo 13. Ruoqiang 14. Shache 15. Shihezi 16. Tacheng 17. Tumxuk 18. Xi’an 19. Yining 20. Yutian 21. Zhaosu |
| China Southern Airlines | 1. Pekin-Daxing 2. Chengdu-Shuangliu 3. Chongqing 4. Kaszgar 5. Qiemo 6. Urumczi 7. Xi’an 8. Yining 9. Zhengzhou |
| Chongqing Airlines      | 1. Chongqing |
| Hebei Airlines          | 1. Shijiazhuang |
| Jiangxi Air             | 1. Zhengzhou |
| Loong Air               | 1. Hangzhou 2. Xi’an 3. Zhengzhou |
| Lucky Air               | 1. Zhengzhou |
| Qingdao Airlines        | 1. Chengdu-Tianfu 2. Qingdao 3. Zhengzhou |
| Shandong Airlines       | 1. Qingdao 2. Zhengzhou |
| Sichuan Airlines        | 1. Chengdu-Tianfu |
| Spring Airlines         | 1. Lanzhou |
| Tianjin Airlines        | 1. Ruoqiang 2. Urumczi 3. Xi’an |
| West Air                | 1. Chongqing 2. Zhengzhou |